# 도러시 크리스티

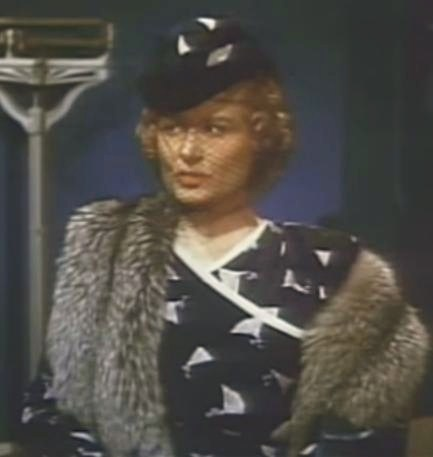

도러시 크리스티(Dorothea J. Seltzer, 1900년 5월 26일 ~ 1977년 5월 21일)는 미국의 배우, 연극 배우, 영화배우이다.
레딩에서 태어났으며 샌타모니카에서 사망하였다.

## 영화
- 소 빅 (1953년)
- 마천루 (1949년)
- 포획 (1949년)
- 홈커밍 (1948년) - 파티 게스트 역
- 스케어드 투 데스 (1947년)
- 스매쉬업 (1947년)
- 러버 컴 백 (1946년)
- 조지 화이트의 스캔달 (1945년)
- 로라 (1944년)
- 이스트 사이드 오브 헤븐 (1939년)
- 스윗하츠 (1938년)
- 서브마린 패트롤 (1938년)
- 마리 앙투아네트 (1938년)
- 유 캔트 해브 에브리씽 (1937년)
- 브라이트 아이즈 (1934년)
- 사막의 아들 (1933년)